# راسيل غارسيا (لاعب هوكي الحقل)
راسيل غارسيا (بالإنجليزية: Russell Garcia) هو لاعب هوكي الحقل بريطاني، ولد في 20 يونيو 1970 في بورتسموث في المملكة المتحدة.

## وصلات خارجية
- راسيل غارسيا على موقع الاتحاد الدولي للهوكي (الإنجليزية)
- راسيل غارسيا على موقع اللجنة الأولمبية الدولية (الإنجليزية)
- راسيل غارسيا على موقع أوليمبيديا (الإنجليزية)
- راسيل غارسيا على موقع اللجنة الأولمبية البريطانية (الإنجليزية)